# Javni govor
Javni govor je proces govora nekoj skupini ljudi s namjernim činom obavještavanja, utjecanja, ili zabavljanja slušatelja.
U javnim govorima, kao i u svakoj formi komunikacije, ima nekoliko važnih elemenata, često izraženih kao "tko govori kome, rabeći što i s kojim učinkom?" Značaj javnoga govora može se odnositi na jednostavno prenošenje obavijesti (informacije), motivaciju ljudi da djeluju ili jednostavno pričanje priče. Dobar govornik treba imati sposobnost mijenjanja osjećaja kod slušatelja, ne samo da ga obavijesti. Javni govor se može odnositi i na predavanje nekoj zajednici. Međusobna komunikacija i javni govor imaju nekoliko komponenti koje obuhvaćaju motivacijski govor, vodstvo/osobni razvoj, posao, usluge za korisnike, komunikaciju velikih skupina i masovnu komunikaciju. Javni govor može biti moćno oruđe za motivaciju, utjecaj, uvjeravanje, obavještavanje, tumačenje ili jednostavno zabavljanje.

## Poznati govornici
Među najpoznatije govornike spadaju Marko Tulije Ciceron, Adolf Hitler, Martin Luther King i Mao Ce Tung; Hitler je, primjerice, bio čovjek s "demonskom karizmom" koji je svoj dar rabio za promicanje političkih ciljeva. Dobri govornici su često političari i diktatori.

## Govor kao djelo
Govor kao djelo je tekst koji je posebna oblika, načina izlaganja i izgovaranja prilagođen prilici. To može biti svečani govor, nadgrobni govor, politički govor i ostalo.